# Vejlby Sogn (Fredericia Kommune)
 For alternative betydninger, se Vejlby Sogn. (Se også artikler, som begynder med Vejlby Sogn)
Vejlby Sogn er et sogn i Fredericia Provsti (Haderslev Stift).
Efter nedlæggelsen af Ullerup Sogn ved dannelsen af fæstningsbyen Fredericia blev Vejlby Sogn anneks til Trinitatis Sogn (Fredericia) indtil 1901, hvor Vejlby blev et selvstændigt pastorat. Det hørte til Elbo Herred i Vejle Amt. Vejlby sognekommune blev ved kommunalreformen i 1970 indlemmet i Fredericia Kommune. 
I Vejlby Sogn ligger Egeskov Kirke.
I sognet findes følgende autoriserede stednavne:
- Bøgeskov (bebyggelse)
- Egeskov (bebyggelse)
- Kasser Odde (areal)
- Klingerbanken (bebyggelse)
- Skullebjerg (bebyggelse)
- Trelde (bebyggelse, ejerlav)
- Trelde Klint (bebyggelse)
- Trelde Næs (areal)
- Trelde Sande (bebyggelse)
- Tved (bebyggelse)
- Vejlby (bebyggelse, ejerlav)
- Østerby (bebyggelse)